# Doris Baumgartl
Doris Baumgartl (* 1962 in München) ist eine deutsche Kommunalpolitikerin (Unabhängige Bürgervereinigung, UBV). Seit 1. Mai 2020 ist sie Oberbürgermeisterin der Großen Kreisstadt Landsberg am Lech.

## Ausbildung und Beruflicher Werdegang
Doris Baumgartl studierte nach dem Abitur zwei Semester Politologie, wandte sich dann aber dem Studium der Öffentlichen Verwaltung zu und schloss dieses als Diplom-Verwaltungswirtin (FH) ab. Ihre berufliche Karriere begann sie im Rathaus der Stadt München in den Bereichen Personal und Organisation. Anschließend wechselte sie zu den Städtischen Kliniken und verantwortete die Themengebiete Marketing und Öffentlichkeitsarbeit. Von 2000 bis 2005 leitete sie das Wissenschaftliche Sekretariat beim Europäischen Pflegekongress München. 2007 zog sie nach Landsberg am Lech und unterstützte ihren Mann als Praxismanagerin bei der Organisation seiner Facharztpraxis.

## Politische Karriere
Seit 2012 engagiert sich Doris Baumgartl als Mitglied der Unabhängigen Bürger für Landsberg e.V. (UBV) in der Kommunalpolitik.  2014 wurde sie als Stadträtin gewählt und übernahm das Amt der zweiten Bürgermeisterin. Gleichzeitig war sie als Referentin des Stadtrates für Kindergärten und Kinderkrippen in der Stadt Landsberg verantwortlich. Sie setzt sich für Bürgernähe, soziale Themen und Transparenz ein.
Bei der Kommunalwahl 2020 in Bayern haben sie die Bürgerinnen und Bürger am 29. März 2020 in einer Stichwahl zur Oberbürgermeisterin der Stadt Landsberg am Lech gewählt. Sie setzte sich mit 66,8 % gegen den amtierenden Oberbürgermeister Mathias Neuner durch. Doris Baumgartl ist damit die erste Frau auf der Position der Oberbürgermeisterin in Landsberg am Lech.
Am 12. Januar 2023 besuchte die israelische Generalkonsulin Carmela Shamir, das zukünftige Dokumentationszentrum und das ehemalige Konzentrationslager Kaufering VII in Landsberg-Erpfting. Baumgartl begleitete sie und betonte, dass es sich um den Beginn einer Zusammenarbeit an gemeinsamen Projekten zwischen der Stadt Landsberg und dem Staat Israel handele.

## Privates
Doris Baumgartl ist verheiratet und hat zwei Kinder.